# Cynoponticus ferox
Cynoponticus ferox är en fiskart som beskrevs av Costa, 1846. Cynoponticus ferox ingår i släktet Cynoponticus och familjen Muraenesocidae. Inga underarter finns listade i Catalogue of Life.